# 中央三井信託銀行

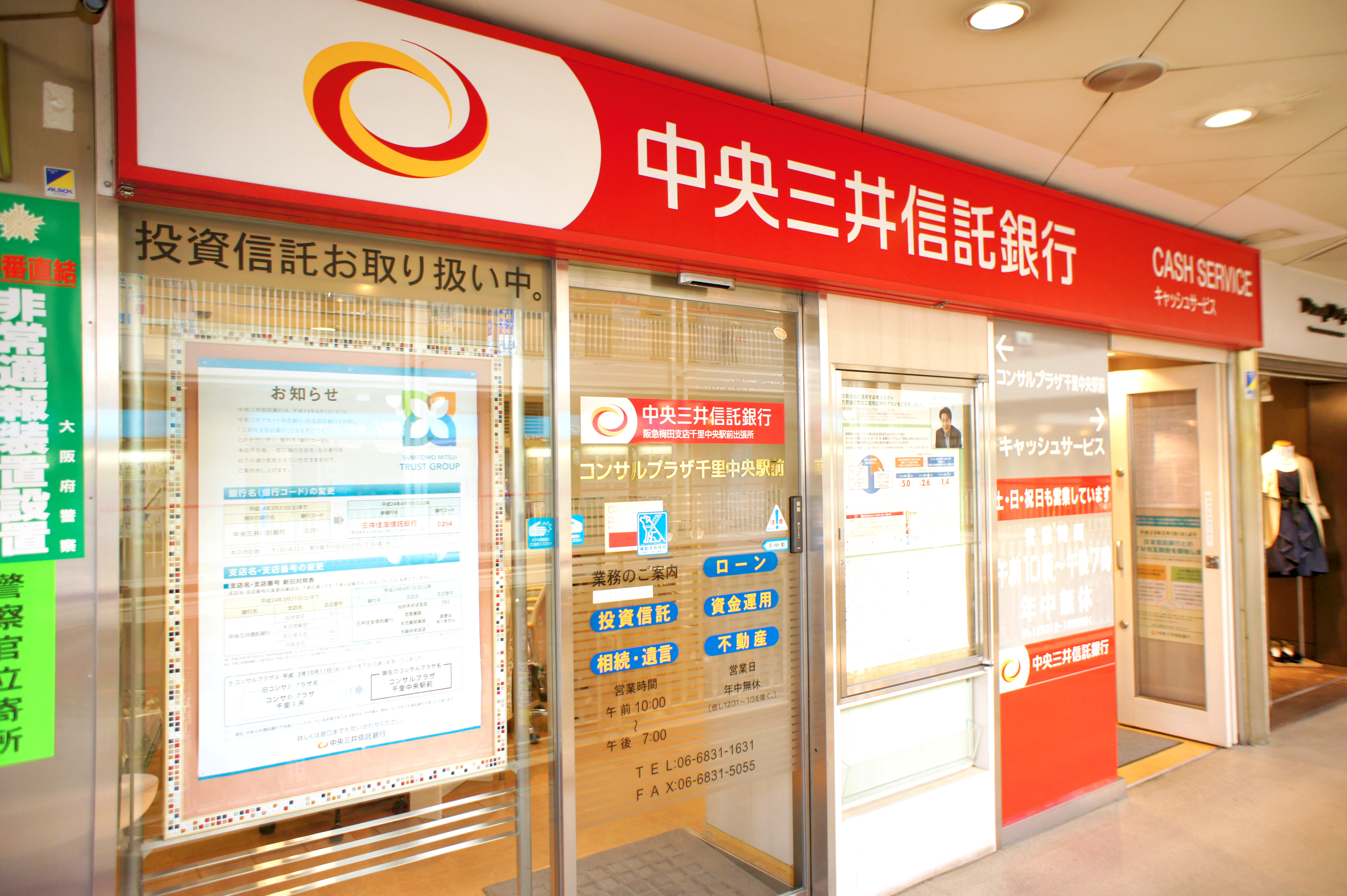
店舗の一例
コンサルプラザ千里中央駅前（大阪府豊中市）

中央三井信託銀行株式会社（ちゅうおうみついしんたくぎんこう、英: The Chuo Mitsui Trust and Banking Company, Limited.、略称：CMTB、2000年 - 2012年）は、かつて存在した三井住友トラスト・ホールディングス傘下の信託銀行。

## 概要
2000年（平成12年）4月に中央信託銀行が三井信託銀行を合併して発足した。
三井信託社長の古沢煕一郎が会長空席のまま初代代表取締役社長に就任、3つ併存していた勘定系システムも旧三井信託のもので一本化、また三井グループの背景も業務上有利に進行し、主導権を握っているのは三井側である。（中央三井の持株会社は設立当時、"三井トラスト・ホールディングス株式会社"という社名であったことにも反映されている。その後、「中央三井」のブランドが中央三井信託銀行発足から年月を経るなかで確立されてきた経緯を反映して中央三井トラスト・ホールディングス株式会社に社名変更している）。
中央信託銀行時代の1998年11月16日、経営破綻した北海道拓殖銀行の本州地区の営業を譲受し59店を継承したが、2004年4月9日までに2店（石神井支店、杉戸支店）に整理された。拓銀譲受後の1998年12月に日本債券信用銀行との経営統合交渉に入るとの報道 や、特別危機管理銀行入り後の日本長期信用銀行のスポンサー入札に参加するなどの動きがあった。
4大メガバンクの傘下に入ることを選んだ他の信託銀行と異なり、住友信託銀行と同じく単独による生き残りか更なる合従連衡を模索。2001年6月に旧さくら銀行信託子会社である「さくら信託銀行」株式を三井住友銀行より譲渡され、三井アセット信託銀行（後の中央三井アセット信託銀行）に社名変更。2002年2月、金融持株会社である三井トラスト・ホールディングスの発足にあわせ中央三井信託と三井アセット信託を子会社化した。
年金等の受託資産（マスタートラスト）業務は中央三井アセット信託銀行へ移管され、その他の信託銀行業務（法人営業、リテール、不動産、証券代行等）を中央三井信託銀行が担当していた。2002年9月日本トラスティ・サービス信託銀行に出資し、マスタートラストは、住友信託銀行とりそな銀行の陣営に参加していた。また、2009年9月21日（同年9月20日設定分）を以て貸付信託の募集を停止した。
失われた10年における不良債権処理のため、1999年までに三井信託が約4000億円、中央信託が約1500億円（拓銀資産の譲受が主因）の公的資金が優先株形式で注入された（三井トラストホールディングス発足時に株式交換）。本来10年後の2009年7月までに全株買い戻す計画が世界金融危機による株式評価損などで赤字決算となり達成出来なかったため、同年8月3日付けで残りの優先株2003億円分が普通株式に強制転換され、整理回収機構（金融庁）が中央三井トラストホールディングスの筆頭株主となった（業務改善命令を発令）。これは破綻状態にはない都市銀行・信託銀行では初の事態であった。

## システム統合
中央三井信託銀行発足時には、旧三井信託（MYTRUST）、旧中央信託の2つのシステム（従前からの中央信託のシステム（C-BEST）と旧北海道拓殖から引き継いだ支店のシステム）の3つが併存していた。通帳にはそれぞれ●（三井信託店舗）、■（中央信託店舗）、★（拓銀店舗）の識別マークが付され、各店にはそれぞれ対応したATMが用意され、対応したATMでないと通帳記入ができないなど取引上の制限があった。2002年（平成14年）1月、旧中央信託と旧三井信託のシステムは統合され、5月には旧拓銀のシステムも旧三井信託のシステムに統合となり、中央三井信託銀行のシステム統合は完了した。

## 沿革

### 旧中央信託銀行
- 1962年（昭和37年）
  - 5月 - 東海銀行、第一銀行、日本証券代行及び日本興業銀行をバックボーンとして、中央信託銀行株式会社が設立される。
  - 12月 - 東海銀行ならびに第一信託銀行より信託部門を、日本証券代行より証券代行部門をそれぞれ譲り受ける。
- 1998年（平成10年）11月16日 - 北海道拓殖銀行の北海道外の営業を譲受。59店と店舗外ATM6店、一部要注意債権を含む資産、行員約1200人を継承。

### 旧三井信託銀行

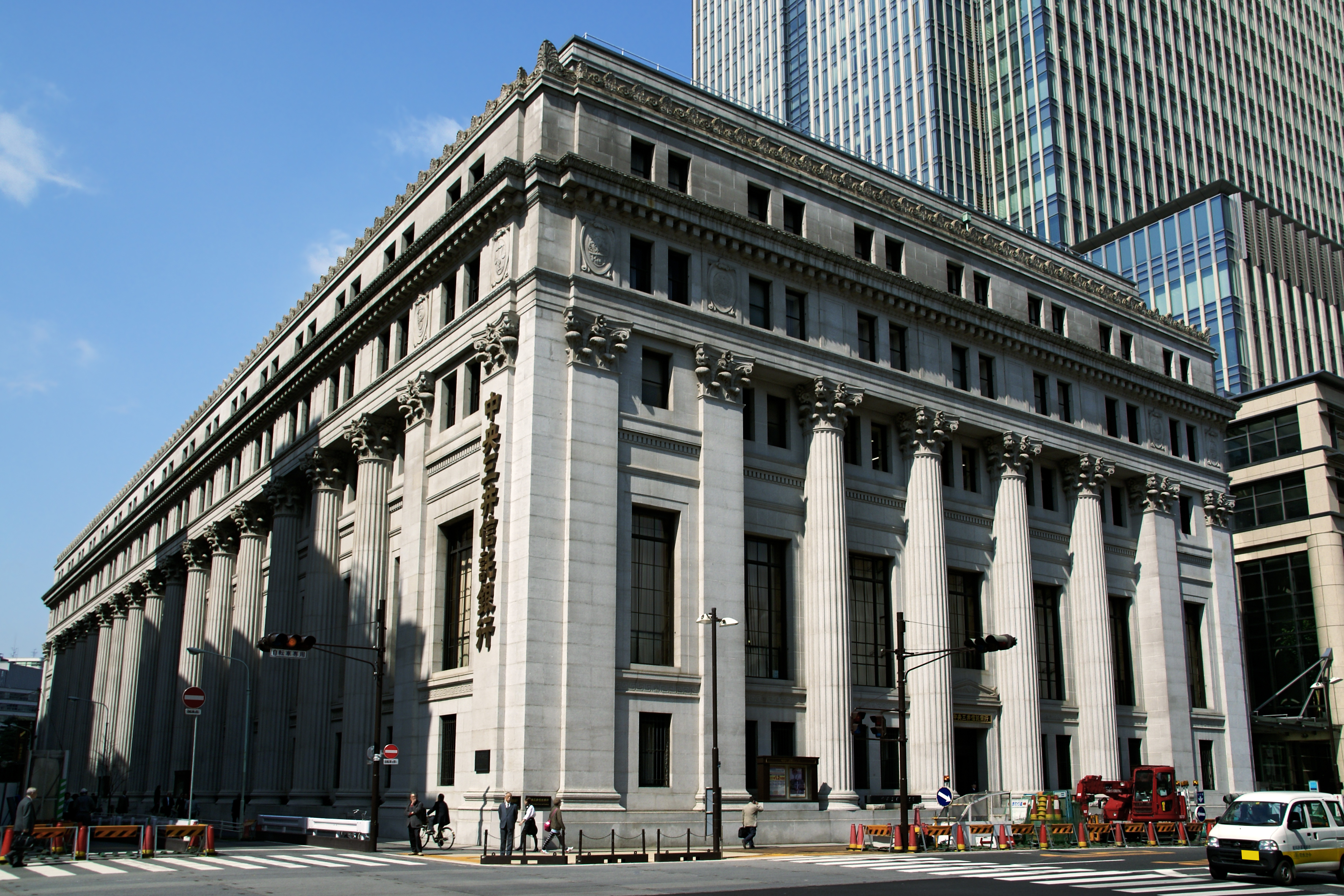
日本橋営業部（旧:三井信託銀行本店）三井本館

- 1924年（大正13年）3月25日 - 三井信託株式会社として設立。取締役社長に米山梅吉。
- 1948年（昭和23年）8月 - 信託銀行に転換、東京信託銀行株式会社に商号変更。
- 1952年（昭和27年）6月 - 同年4月の財閥商号・商標使用禁止令の解除に伴い、三井信託銀行株式会社に商号変更。

### 合併以後
- 2000年（平成12年）4月 - 中央信託銀行を存続会社として合併、中央三井信託銀行株式会社となる。
- 2001年（平成13年）6月29日 - さくら信託銀行の全株式を三井住友銀行より取得、完全子会社化。
- 2002年（平成14年）
  - 2月1日 - あらたに設立された三井トラスト・ホールディングス株式会社の完全子会社となったうえで、同社にさくら信託銀行（同日三井アセット信託銀行に商号変更）の全株式を譲渡。
  - 3月 - 吸収分割の方法で、ホールセール部門を三井アセット信託銀行へ移管。
  - 5月2日 - この日の営業終了をもって、旧拓銀店舗の大半が廃店となる。
- 2007年（平成19年）10月1日 - 中央三井信託銀行傘下の中央三井アセットマネジメントおよび中央三井キャピタルが、持ち株会社の三井トラスト・ホールディングスの直接子会社となる。持株会社は中央三井トラスト・ホールディングス（グループ名は、中央三井トラスト・グループ）、既存の三井アセット信託銀行は中央三井アセット信託銀行へ名称変更。
- 2011年（平成23年）
  - 2月1日 - 住友信託銀行との経営統合に先駆け、同行とのATM相互間出金手数料無料提携を開始[3]。
  - 4月1日 - 親会社の中央三井トラスト・ホールディングスが、株式交換形式により住友信託銀行を子会社化し、三井住友トラスト・ホールディングスに改称。
- 2012年（平成24年）
  - 3月1日 - 完全子会社のCMTBエクイティインベストメンツ株式会社を吸収合併[4]。
  - 3月30日 - ビジネスローン・不動産担保ローンの事業を行う完全子会社の中央三井ファイナンスサービス株式会社を、ローン・スター・ファンドグループの株式会社KFキャピタルに譲渡[5]。
  - 4月1日 - 中央三井アセット信託銀行と共に、住友信託銀行に吸収され、解散（住信が三井住友信託銀行となる）。本店窓口は、同社の芝営業部へ移行。

## 歴代社長
1. 米山梅吉
2. 江藤得三
3. 松井和宗
4. 小池正彪
5. 島田盛雄
6. 林賢材
7. 杉谷武雄
8. 土井正三郎
9. 生野専吉
10. 山中清一郎（由利淳三郎の兄）
11. 川崎誠一
12. 中島健
13. 川崎誠一
14. 藤井健
15. 西田敬宇
16. 古沢煕一郎
17. 田辺和夫

## ATMサービス

### ICキャッシュカード
生体認証は、指認証に対応していた。従来、5年間の有効期限が設けられていたが、2010年（平成22年）8月2日以降に発行されたカードについては有効期限がなかった。

### ゆうちょ銀行との入出金提携
ゆうちょ銀行ATMでのカード入出金については、手数料体系は自行ATMに準じて、平日日中の引き出しが無料・預け入れは終日無料で、取扱時間が一般支店よりも一部延長されていた。

### 住友信託銀行ATMとの相互開放
同行の親会社である中央三井トラスト・ホールディングスが住友信託銀行との経営統合により『三井住友トラスト・ホールディングス』への衣替えに先立ち、2011年（平成23年）2月1日から、同行ATMと住友信託銀行との相互利用手数料無料提携を開始した。

## インターネットバンキング
一般的なインターネットバンキングは、申込書などの書面を利用して申し込むケースが大半だが、「中央三井信託ダイレクト」の場合は、キャッシュカードを発行した上で、ホームページからのみ申し込むことで、利用者カードが送付されることで利用可能となっていた。

## キャラクター
旧中央信託は、1994年（平成6年）1月4日からオリジナルキャラクターとしてくまの「たっくん」を使用し、通帳デザインや販促用ぬいぐるみ等に使用していた。一方の旧三井信託は、82年から広告媒体向けに漫画家黒鉄ヒロシがデザインしたペンギンを使用していた。合併後しばらくは、旧中央信託の「たっくん」を継続使用した後、2004年頃よりイメージキャラクターとして俳優の役所広司を起用した（「次のメインバンクは、信託です。」）。

## 備考
旧三井信託は他の大手銀行（都銀・長銀・信託）が、1990年代前半までに行名表記を毛筆体からCI導入による独自フォントへ更新した中、旧中央信託と合併する00年3月まで毛筆（隷書体系）の表記を使用した。積立預金「夢物語」は、旧中央信託が旧拓銀から名称を継承したものだった。
三井信託株式会社の法律顧問だった三淵忠彦は戦後に初代最高裁判所長官となっている。

## 提供番組
- ソロモン流（テレビ東京系列）
- 真相報道 バンキシャ!（日本テレビ系列）
- THE・サンデー→TheサンデーNEXT（日本テレビ系列）
- いい旅・夢気分（テレビ東京系列）